# Lovětínský ledový krápník
Lovětínský ledový krápník je každoročně vznikající ledový stalagmit nacházející se v blízkosti vesnic Lovětín nedaleko města Třešť na Vysočině. Tento unikátní přírodní útvar vzniká díky místní iniciativě, kdy je voda z trysky směrována na stromy v háječku, a při mrazivém počasí tak vytváří ledovou formaci.

## Historie a vznik
V háječku na okraji Lovětína se nachází studánka s pitnou vodou, která v minulosti zásobovala salaš s dobytkem a obyvatele obce před zavedením vodovodu. V zimním období je na asi metrovou trubku našroubována tryska, která stříká vodu na okolní stromy. Při vhodných mrazivých podmínkách voda na stromech zamrzá a vytváří tak ledový stalagmit. Každoročně dosahuje krápník různých rozměrů a tvarů v závislosti na aktuálních klimatických podmínkách.

## Přístupnost
Lovětínský krápník se stal oblíbeným cílem turistů a místních obyvatel během zimních měsíců. Při příznivých podmínkách je oblast přístupná i pro běžkaře, neboť cesta vedoucí z Batelova kolem Havlova kopce do Lovětína se mění na udržovanou trasu pro běžecké lyžování. Návštěvníci mohou obdivovat jedinečnou ledovou formaci.